# Mimetanthe pilosa
Mimetanthe pilosa là một loài thực vật có hoa trong họ Huyền sâm. Loài này được (Benth.) Greene mô tả khoa học đầu tiên năm 1886.